# The Night They Drove Old Dixie Down
«The Night They Drove Old Dixie Down» — песня о последних днях Гражданской войны в США и её последствиях, написанная канадским рок-музыкантом Робби Робертсоном, гитаристом и основным автором группы The Band. 
«The Night They Drove Old Dixie Down», записанная в 1969 году, не стала хитом в авторском исполнении (сингл «Up on Cripple Creek», на оборотной стороне которого она оказалась, поднялся до #25 в США, до #8 в Канаде), но считается центральной вещью (концептуального, посвященного различным аспектам американской культуры) второго альбома группы The Band и — наряду с «The Weight» (Music From Big Pink LP) — наиболее характерной для музыкального стиля The Band. Концертная версия композиции была включена в альбом Боба Дилана и The Band Before the Flood. Наивысшей позиции в чартах песня достигла в исполнении Джоан Баэз: её сингл «The Night They Drove Old Dixie Down» поднялся в 1971 году до #3 в Billboard Hot 100
Песня «The Night They Drove Old Dixie Down» (в авторской версии) занимает #245 в списке «500 величайших песен всех времен» по версии журнала Rolling Stone.

## История создания
Робби Робертсон рассказывал, что всегда интересовался американским Югом, его культурой и литературой, Теннесси Уильямсом. Поездки в южные штаты производили на него сильное впечатление — «Наверное, контрастом, как инь и ян… я ведь прилетал прямо из Торонто в Дельту Миссисипи». Робертсон рассказывал, что ему нравилось там всё: речь людей, их манеры, внутренний ритм самого пространства. «Я думал: неудивительно, что они придумали рок-н-ролл: всё здесь звучит, как музыка… Я пришёл в этот мир, как хладнокровный (почти в прямом смысле слова, — с холодного севера) чужак, и — именно потому, что не воспринимал окружающее как данность, смог написать такую песню, как The Night They Drove Old Dixie Down».

### Текст песни
«The Night They Drove Old Dixie Down» рассказывает о последних днях Гражданской войны США и её завершении; повествование ведётся от лица южанина и — с сочувствием к повстанцам. Солдат армии конфедератов Вёрджил Кейн (англ. Virgil Caine) — фамилия которого, с одной стороны, созвучна главному сельскохозяйственному продукту этих мест, сахарному тростнику (англ. cane), с другой словно бы намекает на аналогию с библейской историей о Каине, символизирующей братоубийство, — служит на продовольственном дэнвиллском поезде (англ. …served on the Danville train), курсирующем по единственному маршруту, которым Ричмонд, Вирджиния, центр Конфедерации, связан с внешним миром.
Армия генерала Роберта Э. Ли, базировавшаяся в Северной Вирджинии, осаждена в другом стратегически важном центре, Петерсберге. Кавалерия генерала Джорджа Стоунмана в очередной раз нарушает железнодорожное сообщение между двумя городами (англ. ...tore up the track again). Армия генерала Ли — и с нею Кейн — находились на грани голодной смерти (англ. We were hungry, Just barely alive). Осада, начатая в июне 1864 года, завершилась в начале апреля 1865 года падением Петерсберга, а затем и Ричмонда. 10 мая 1865 года северянами был захвачен президент Конфедерации Джефферсон Дэвис, и президент США Эндрю Джонсон объявил о победе(англ. By May the 10th, Richmond had fell).
Вёрджил, оплакивая смерть брата, павшего от рук янки (англ. He was just eighteen, proud and brave, but a Yankee laid him in his grave), по стопам которого он следовал (англ. Just like my brother before me I took a rebel stand...), возвращается к жене на разграбленную ферму в штате Теннесси, где остаток дней своих обречён провести, переживая события, до основания сотрясшие основы всей его жизни. Повествование завершается горько-ироническим: «Клянусь землей, что у меня под ногами, Кейна не поднять <на борьбу>, раз уж он потерпел поражение» (англ. I swear by the mud below my feet / You can't raise a Caine back up when he's in defeat...).
Название песни связано со словом Dixie, которым во время Гражданской войны  обозначали Юг. Таким образом, его можно вольно перевести так: «Тот день, когда они загнали Юг в гроб». Северяне радовались победе и окончанию долгой и кровопролитной войны; звонили церковные колокола, люди пели (англ. And all the bells were ringin' ...And all the people were singin'), а южане испытали всю горечь поражения.

### Реакция аудитории
Робертсон вспоминал, что он, впервые начав исполнять эту песню на американском Юге, часто слышал фразу: «Ничего, не беспокойтесь, Юг ещё восстанет»… Автор песни вспоминал:

Мне показалось это — поначалу странным, потом — в каком-то смысле и трогательным. Я подумал: Боже, ведь если я слышу это снова и снова, значит — остались в них и боль, и печаль. Царство 'Americana', оно проникнуто этой прекрасной печалью. Оригинальный текст (англ.)At one point when I heard it I thought it was kind of a funny statement and then I heard it another time and I was really touched by it. I thought, 'God, because I keep hearing this, there's pain here, there is a sadness here.' In Americana land, it's a kind of a beautiful sadness.
К словам стариков (в частности, Хелма-старшего, пожилого отца вокалиста группы Левона Хелма) о том, что «Юг ещё поднимется», Робертсон, по его словам, относился всерьёз: он говорил, что люди, столь остро переживающие историю, достойны искреннего уважения.

### Реакция критики
Ральф Дж. Глисон в журнале Rolling Stone (американское издание, октябрь 1969 года) писал, почему, на его взгляд, песня оказывает столь сильное воздействие на слушателей: 

Ничто из того, что мне приходилось читать, не преподносит нам историю, столь ярко рассказанную на языке человеческих чувств. Единственное, что может сравниться с <этой песней>, — это «Алый знак доблести». Это выдающаяся песня. Ритмическая структура, голос Левона, бас-партия, акцентированная ударными, затем плотная вокальная гармония Левона, Ричарда и Рика — трудно поверить, что это не народное произведение, не пересказ событий от отца сыну, от зимы 1865 года — к нашему времени. Песня источает ауру искренности и истинности.
«Робертсон в своих песнях пошёл дальше Дилана: от метафоричности он сделал шаг к реалистическому воссозданию событий. „The Night They Drove Old Dixie Down“ — песня не о Конфедерации, это — песня Конфедерации», писал Мик Голд («Let It Rock», апрель 1974).
Джейсон Энкени замечает, что никакой другой исполнитель рок-эры не сумел «так изящно, вдумчиво и красиво» документировать американскую историю, как сделали это The Band (группа на 4/5 — канадская). Последнее обстоятельство рецензент Allmusic считает ключевым фактором: «трудно представить себе, чтобы уроженец Америки сумел бы создать столь яркую и сбалансированную картину послевоенного Юга, как сделал это Робби Робертсон в The Night They Drove Old Dixie Down», картину, которая «не только возрождает дух того неспокойного времени, но возбуждает сочувствие к повстанцу-рассказчику». Песня, в которой создан «леденящий душу, но при этом и глубоко трогательный портрет Американской трагедии», считает критик, обладает «всей аутентичностью фолк-баллады».

## Кавер-версии
Самой известной остается кавер-версия, записанная Джоан Баэз и выпущенная в 1971 году. Сингл Баэз «The Night They Drove Old Dixie Down» поднялся до #3 в Billboard Hot 100 и в течение пяти недель возглавлял списки US Hot Adult Contemporary Tracks.
В версии Баэз оригинальный текст композиции был изменён. Вместо оригинального: «Пока не прибыла кавалерия Стоунмана» (англ. Till Stoneman's cavalry came) Баэз спела: «Пока не прибыло множество кавалерии» (англ. Till so much cavalry came). Вместо «Десятого мая» (англ. May the tenth) — «Я сел на поезд» (англ. I took the train), вместо «Как и мой отец, я буду возделывать землю» (англ. like my father before me, I will work the land) — «like my father before me, I’m a working man», из-за чего главный герой превратился из земледельца в наемного рабочего.
Позже Баэз призналась корреспонденту Rolling Stone Курту Лодеру в том, что слова песни запоминала на слух, не имея перед глазами текста (соответствующей вкладки в альбоме The Band не было). В версии Баэз, таким образом, текст был представлен в том виде, в каком он ей слышался — с явными ошибками, искажавшими смысл оригинального текста. На более поздних концертах Баэз исполняла песню в том виде, каком написал её Робертсон.
В 1975 году песню записал Джонни Кэш, включивший её в альбом John R. Cash. В числе других музыкантов, записывавших «The Night They Drove Old Dixie Down», были Джимми Арнольд (Southern Soul, альбом песен южан времен Гражданской войны), Стив Янг (альбом Honky Tonk Man, 1975), Ричи Хейвенс (альбом Live at the Cellar Door, 1990), Джон Денвер (альбом Whose Garden Was This, 1970), The Black Crowes, The Allman Brothers Band и другие.

## Участники записи (The Band)
- Rick Danko — бас-гитара
- Levon Helm — вокал, ударные
- Garth Hudson — мелодика, труба
- Richard Manuel — фортепиано, бэк-вокал
- Robbie Robertson — акустическая гитара

## Видео
- The Night They Drove Old Dixie Down, из фильма «Последний вальс (1978)